# Награди „Оскар“ (55-а церемония)
Петдесет и петата церемония по връчване на филмовите награди „Оскар“ се провежда на 11 април 1983 година. На нея се връчват призове за най-добри постижения във филмовото изкуство за предходната 1982 година. Събитието се провежда в „Дороти Чандлър Павилион“, Лос Анджелис, Калифорния. През тази година представлението е водено от няколко артисти - Лайза Минели, Дъдли Мур, Ричард Прайър и Уолтър Матау.
Големият победител на вечерта е биографичният епос „Ганди”, режисиран от Ричард Атънбъро, номиниран в 11 категории за наградата, печелейки 8 статуетки.
Сред останалите основни заглавия са комедията „Тутси“ на Сидни Полак, фантастиката „Извънземното“ на Стивън Спилбърг, военният епос „Подводницата“ на Волфганг Петерсен, съдебната драма „Присъдата“ на Сидни Лъмет и офицерската драма „Офицер и джентълмен“ на Тейлър Хакфорд.
Луис Госет става първият чернокож изпълнител, удостоен с награда в категорията за най-добра поддържаща мъжка роля. Набиращата популярност Мерил Стрийп печели първия си „Оскар“ за главна роля, след приза ѝ за поддържаща такава няколко години по-рано.

## Филми с множество номинации и награди
| Долуизброените филми получават повече от 2 номинации в различните категории за настоящата церемония: - 11 номинации: Ганди - 10 номинации: Тутси - 9 номинации: Извънземното - 7 номинации: Виктор/Виктория - 6 номинации: Подводницата, Офицер и джентълмен - 5 номинации: Изборът на Софи, Присъдата - 4 номинации: Липсващ - 3 номинации: Полтъргайст | Долуизброените филми получават повече от 1 награда „Оскар“ на настоящата церемония: - 8 статуетки: Ганди - 4 статуетки: Извънземното - 2 статуетки: Офицер и джентълмен |

## Номинации и награди
Долната таблица показва номинациите за наградите в основните категории. Победителите са изписани на първо място с удебелен шрифт.
| Най-добър филм | Най-добър режисьор |
| --- | --- |
| - Ганди - Извънземното - Липсващ - Тутси - Присъдата | - Ричард Атънбъро – Ганди - Волфганг Петерсен – Подводницата - Стивън Спилбърг – Извънземното - Сидни Полак – Тутси - Сидни Лъмет – Присъдата                            |
| Най-добра мъжка роля | Най-добра женска роля |
| - Бен Кингсли – Ганди - Дъстин Хофман – Тутси - Джак Лемън – Липсващ - Пол Нюман – Присъдата - Питър О'Тул – Любимата ми година                                                          | - Мерил Стрийп – Изборът на Софи - Джули Андрюс – Виктор/Виктория - Джесика Ланг – Франсис - Сиси Спейсик – Липсващ - Дебра Уингър – Офицер и джентълмен                 |
| Най-добра поддържаща мъжка роля | Най-добра поддържаща женска роля |
| - Луис Госет – Офицер и джентълмен - Чарлс Дърнинг – Най-добрият малък бардак в Тексас - Джон Литгоу – Светът според Гарп - Джеймс Мейсън – Присъдата - Робърт Престън – Виктор/Виктория | - Джесика Ланг – Тутси - Глен Клоуз – Светът според Гарп - Тери Гар – Тутси - Ким Стенли – Франсис - Лесли Ан Уорън – Виктор/Виктория                                    |
| Най-добър оригинален сценарий | Най-добър адаптиран сценарий |
| - Ганди – Джон Брайли - Вечеря – Бари Левинсън - Извънземното – Мелиса Матисън - Офицер и джентълмен – Дъглас Дей Стюърт - Тутси – Лари Гелбарт, Мъри Шисгал и Дон Макгуайър             | - Липсващ – Коста Гаврас и Доналд Стюърт - Подводницата – Волфганг Петерсен - Изборът на Софи – Алън Пакула - Присъдата – Дейвид Мамет - Виктор/Виктория – Блейк Едуардс |
| Най-добра кинематография (операторско майсторство) | Най-добър чуждоезичен филм |
| - Ганди – Били Уилямс и Рони Тейлър - Подводницата – Джост Вакано - Извънземното – Алън Давио - Изборът на Софи – Нестор Алмендрос - Тутси – Оуен Ройзман                                | - Започване отначало (Испания) - Алсино и кондорът (Никарагуа) - Безупречна репутация (Франция) - Полетът на орела (Швеция) - Личен живот (СССР)                         |